# ميناء خور العمية
ميناء خور العَمْيَة النفطي أو الميناء العميق في خور العَمْيَة هو ميناء نفطي عراقي لتحميل الناقلات النفطية في منطقة خور العمية البحرية(1) قرب مدخل شط العرب إلى الفاو في أقصى شمال الخليج العربي في جنوب محافظة البصرة بجنوب العراق مخصص لتصدير النفط الخام، جنباً إلى جنب مع ميناء البصرة النفطي. وهو الأقدم بينهما. البُعد 30 كيلومتراً بين ميناء خور العمية وساحل الإقليم البحري للعراق عند راس البيشة، بدأت إنشاءه شركة نفط البصرة بالفولاذ والسمنت سنة 1959 وشحنت منه أول ناقلة نفط في 28 نيسان 1962، قالت مجلة الخليج العربي "كان لا بد من إنشاء ميناء عميق يسمح لرسو الناقلات الكبيرة التي تزيد حمولتها عن 120000 كم وعمق غاطسها عن 26 قدماُ طالما أن ميناء الفاو لا يسمح برسو مثل هذه الناقلات مما اضطر شركة نفط البصرة لكي تفي بالتزاماتها مع حكومة العراق فيما يخص زيادة الإنتاج أن تبني في أواخر عام 1959 ميناء عائماً في منطقة خور العمية تبعه مدُّ أنبوبين عام 1961 من ميناء الفاور إلى الميناء الجديد [العمية]، أنجز سنة 1962، أو 1975م".
وقال علوان العبوسي إن الميناء "في منطقة شمال الخليج العربي حيث ضحالة الأعماق وتداخل المياه الإقليمية وتضارب المصالح الاقتصادية والبحرية لجأت بعض دول المنطقة إلى بناء الموانئ النفطية على جزر اصطناعية في المياه العميقة لتمكين ناقلات النفط من الوصول إليها ولا سيما الدول المتضررة جغرافياً التي لا تمتلك مياهاً عميقة قرب الساحل ولا تمتلك جزراً طبيعية في المياه العميقة مثل العراق، الذي قام بإنشاء الميناء العميق ثم ميناء البكر على جزر اصطناعية بعيدة عن الساحل لغرض إيصال نفطه إلى المياه العميقة وتمكين الناقلات من شحن حمولاتها من النفط الخام...منصة تتكون من خمسة جزر اصطناعية متصلة مع بعضها تحوي الجزيرة الوسطى على بناية ذات خمسة طوابق ومحطة تحتوي على مكائن زيت الغاز اللازمة لتوليد الطاقة الكهربائية. ويحتوي الميناء على جميع الوسائل اللازمة لشحن ناقلتين في آن واحد كما يحتوي الميناء على شقة لنزول السمتيات".
فيه أربع منصات (أرصفة) تحميل بكل منصة أربع أذرع تحميل تم تدمير اثنين بالحرب العراقية _الإيرانية وبقي اثنان بالعمل كما يظهر بالصورة. يتبع لوزارة النفط العراقية إدارة وتشغيل.
ميناء خور العَمْيَة النفطي هو واحد من 7 موانئ بمحافظة البصرة منها 5 تجارية و2 نفطية.

خارطة البنية التحتية لنفط العراق وفيها موقع خور العمية Khawr al Amya في البحر الإقليمي للعراق في أقصى جنوب الشرق

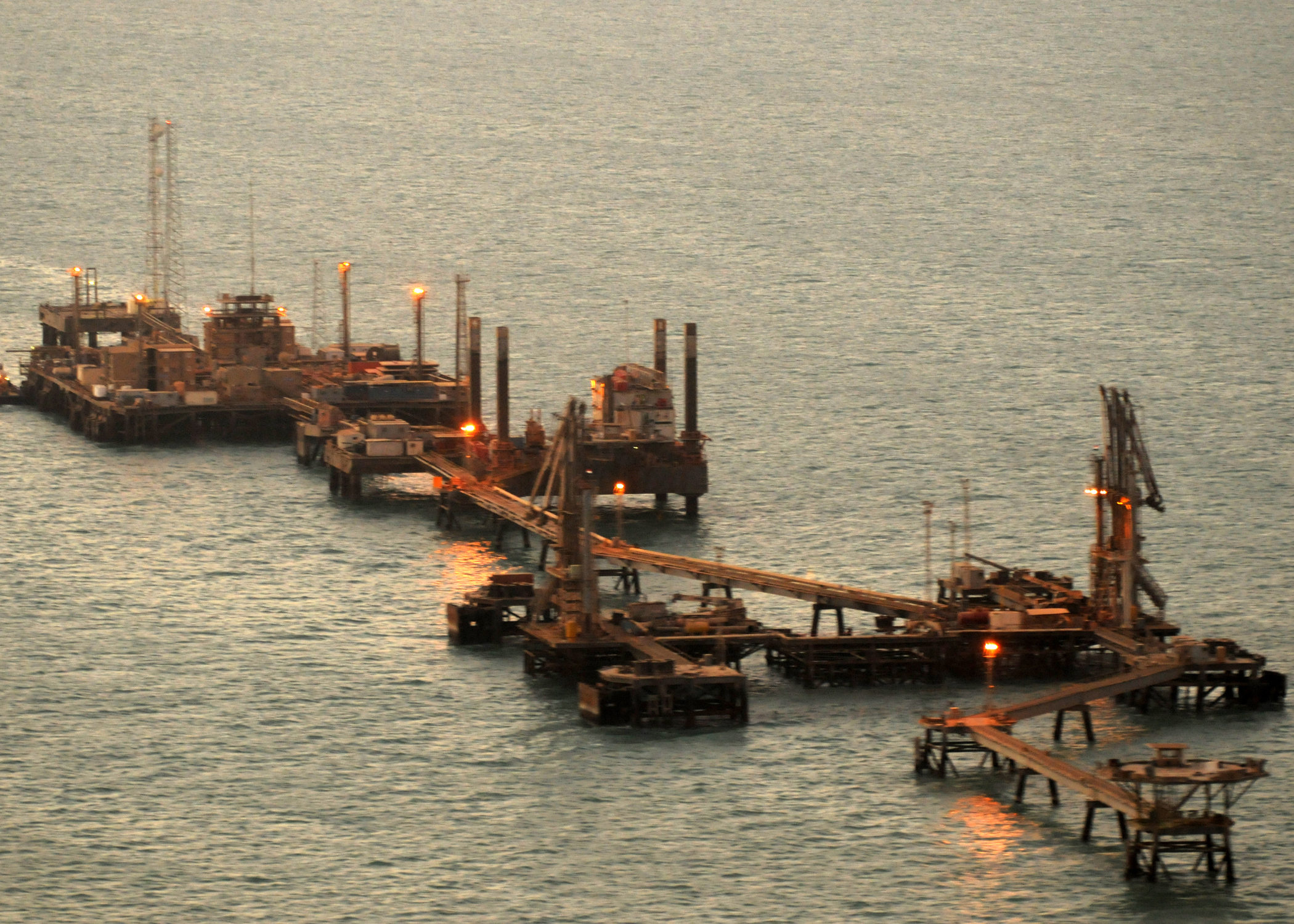
منصه ميناء خور العمية بعد الشروق

بعد 2003 تم حمايته من قبل القوات البحرية الأمريكية والتحالف الدولي آنذاك، حتى تم تسليمه للقوات البحرية العراقية.

## الهوامش
- «1»: قال كاظم فنجان الحمامي «الخور والهور: مصطلحان عراقيان من المفردات السومرية العريقة، الأول يعني: منخفض مائي في عرض البحر، والثاني: يعني منخفض مائي في المستنقعات الرطبة»،[5] ووصف الباحث عبد الرزاق محمد خور الخفقة بأنه open lagoon.[6] وذكر بشير يوسف فرنسيس أن الأخوار "تمتد من الخليج العربي باليابسة وهي جميعاً مداخل لماء البحر المالح، وإضافة إلى ذلك فإن المنخفض الموجود بين مرتفعين في قعر البحر يُسمى "خوراً" أيضاً.[7] وقال محمد الكاتب في كتابه (شطر العرب وشط البصرة) "الخور يفتح الخاء وسكون الواو (في اللغة هو المنخفض من الارض بين النشزين أي بين المرتفعين وتستعمل كلمة الخور إذا كان لدينا طريق للماء في الارض فهناك مثلا خور عبد الله وخور الزبير وخور موسى وكلها أخوار تمتد من الخليج العربي في الارض وهي جميعا مداخل لماء البحر المالح وإضافة لذلك فإن المنخفض الموجود بين مرتفعين في قعر البحر يسمى خورا ايضا فاذا بدأ المنخفض من البحر وانتهى في اليابسة أو قربها فهو خور ولدينا مثل على ذلك بخور العَمْيَة بفتح العين وسكون الميم وفتح الياء حيث يوجد الميناء العميق لتحميل ناقلات النفط الضخمة في الخليج العربي قرب مدخل شط العرب وهناك ايضا خور خفقة وهو ايضا مثل خور العمية عبارة عن وادى تحت قعر البحر يبدأ في البحر وينتهي فيه".[8]